# Czynniki edaficzne
Czynniki edaficzne – właściwości chemiczne, fizyczne i biologiczne gleby, warunkujące istnienie specyficznych warunków siedliskowych i w konsekwencji specyficznej kompozycji zasiedlających ją organizmów.